# Palo Verde
För andra betydelser, se Palo Verde (olika betydelser).
Palo Verde, Parque Nacional Palo Verde, är en nationalpark i Guanacaste i Costa Rica, 30 kilometer väster om Cañas.
Den omgivande regionen består mestadels av torra tropiska skogar och parken koncentrerar sig på att bevara kärr, kalkstensåsar och säsongsbetonade sjöar från civilisationen som utsätter områdets ekologi i fara.
Fåglar som regelbundet kan ses i parken är bland annat Crax rubra, ljusröd ara, vit ibis, rosenskedstork, amerikansk ormhalsfågel, jabirustork, amerikansk ibisstork och många flera.